# Krasni (Víselki)
Krasni (del ruso: Отважный) es un posiólok del raión de Výselki del krai de Krasnodar, en Rusia. Está situado en las llanuras de Kubán-Priazov, a orillas del río Chornaya, tributario del Beisuzhok Derecho, que lo es del río Beisug, 30 km al nordeste de Výselki y 108 km al nordeste de Krasnodar, la capital del krai. Tenía 80 habitantes en 2010
Pertenece al municipio Gazyrskoye.